# Маунтвил (Пенсилванија)
Маунтвил (енгл. Mountville) град је у америчкој савезној држави Пенсилванија.

## Демографија
По попису из 2010. године број становника је 2.802, што је 358 (14,6%) становника више него 2000. године.
| Група             | 2000.         | 2010.         |
| Белци             | 2.297 (94,0%) | 2.449 (87,4%) |
| Афроамериканци    | 32 (1,3%)     | 109 (3,9%)    |
| Азијати           | 24 (1,0%)     | 65 (2,3%)     |
| Хиспаноамериканци | 67 (2,7%)     | 145 (5,2%)    |
| Укупно            | 2.444         | 2.802         |